# U kunt verzekerd zijn
U kunt verzekerd zijn is een hoorspel van Alexander Gaby. Sie können versichert sein werd op 21 juli 1959 door de Südwestfunk uitgezonden. Erna van de Beek vertaalde het en de AVRO zond het uit op dinsdag 28 maart 1967. De regisseur was Dick van Putten. Het hoorspel duurde 40 minuten.

## Rolbezetting
- Tonny Foletta (Saturday Plook, verzekeringsagent)
- Tine Medema (Jessica, z’n vrouw)
- Hans Veerman (Kerry Andrew)
- Wiesje Bouwmeester (Mrs. Merryweather)
- Els Buitendijk (Honey, haar dochter)
- Willy Ruys (dokter Tobbler)
- Harry Bronk (Dick Small)
- Wam Heskes (de districtsinspecteur)
- Huib Orizand (de inspecteur van politie)
- Jos van Turenhout (de ambtenaar van de burgerlijke stand)
- Joke Hagelen (een verpleegster)

## Inhoud
Saturday Plook, verzekeringsagent van de "Vitalonga", heeft een van zijn cliënten met de paraplubak neergeslagen. De politie staat eerst voor een raadsel, maar langzamerhand verneemt ze de merkwaardige voorgeschiedenis van deze zonderlinge vorm van klantendienst. Pluck had Mr. Andrew voor 100.000 pond in de levensverzekering opgenomen, maar was dan wantrouwig geworden en had hem met alle macht bewaakt. Toen hij hoorde dat de toekomstige schoonmoeder van Mr. Andrew reeds drie mannen achter zich had gelaten en aanzienlijke verzekeringssommen had opgestreken, greep hij - om Mr. Andrews huwelijk en de gevolgen daarvan te verhinderen - ten langen laatste een paraplubak…